# Diédougou (Ségou)
Pour les articles homonymes, voir Diédougou.
Diédougou est une commune rurale du Mali, chef-lieu d'arrondissement dans le cercle de Dioro et la région de Ségou. Elle a pour chef-lieu la localité de Yolo.

## Histoire
Suite à la réforme administative de 2023, Diédougou est érigé en chef-lieu d'arrondissement, avec comme sous-préfet, Amadou dit Kola Traoré, depuis le conseil des ministres du mercredi 7 août 2024.

## Villages
La commune s'étend sur 20 localités relevées lors du recensement général de 2009. 
Les villages les plus peuplés sont :
- Yolo (2 101 habitants) ;
- Koro (1 941 habitants) ;
- Yolo Wéré (1 482 habitants).

La loi 2023-007 attribue à la commune 20 villages, fractions ou quartiers :
- Yolo
- Sidian
- Walakibougou
- Toulouma
- Bachi Wéré
- Touan
- Kala Wéré
- Yolo Wéré
- Sidian Wéré
- Molokoro
- Diarama Wéré
- Nioh
- Toumé Wéré
- Koro
- Koromougou
- Makili
- Foroko
- Niélé Wéré
- Konkona
- Toumé Sokala

## Lien
- Plan de sécurité alimentaire de la commune rurale de Diédougou 2008 2012, Web archive.